# Maria I d'Anglaterra
Maria I d'Anglaterra, més coneguda com a Maria Tudor (Greenwich, Anglaterra, 18 de febrer del 1516 - Londres, 17 de novembre del 1558), fou reina d'Anglaterra i d'Irlanda des del 1553 i reina consort de les corones de Castella i d'Aragó com esposa de Felip II de Castella des del 1556 fins a la seva mort. És més coneguda pel seu vigorós intent de revertir la Reforma anglicana, que havia començat durant el regnat del seu pare, el rei Enric VIII.
Després de la mort de Maria el 1558, el seu restabliment del catolicisme romà va ser revertit per la seva germanastra i successora més jove, Elisabet I.

## Orígens familiars
Va néixer el 18 de febrer de 1516 a la ciutat de Greenwich, població que avui en dia forma part de la ciutat de Londres. Fou l'única filla del rei Enric VIII d'Anglaterra i la seva primera esposa, Caterina d'Aragó en sobreviure a la infància. La seva mare havia patit molts avortaments involuntaris i fetus nascuts morts. Abans del naixement de Maria, quatre embarassos anteriors havien donat com a resultat una filla amb mort fetal i tres fills de curta vida o morts, inclòs Enric, duc de Cornualles.
Fou neta per línia paterna d'Enric VII d'Anglaterra i Isabel de York, i per línia materna dels Reis Catòlics, Ferran i Isabel I.
Fou germana, per part de pare, d'Eduard VI d'Anglaterra i Elisabet I d'Anglaterra. Maria fou educada pels millors tutors del Regne d'Anglaterra, i arribà a dominar perfectament sis idiomes: l'anglès, llatí, francès, castellà, català i l'italià. A més hi ha constància que sabia parlar i escriure perfectament en català, per raó de la seva mare.

## Problemes familiars

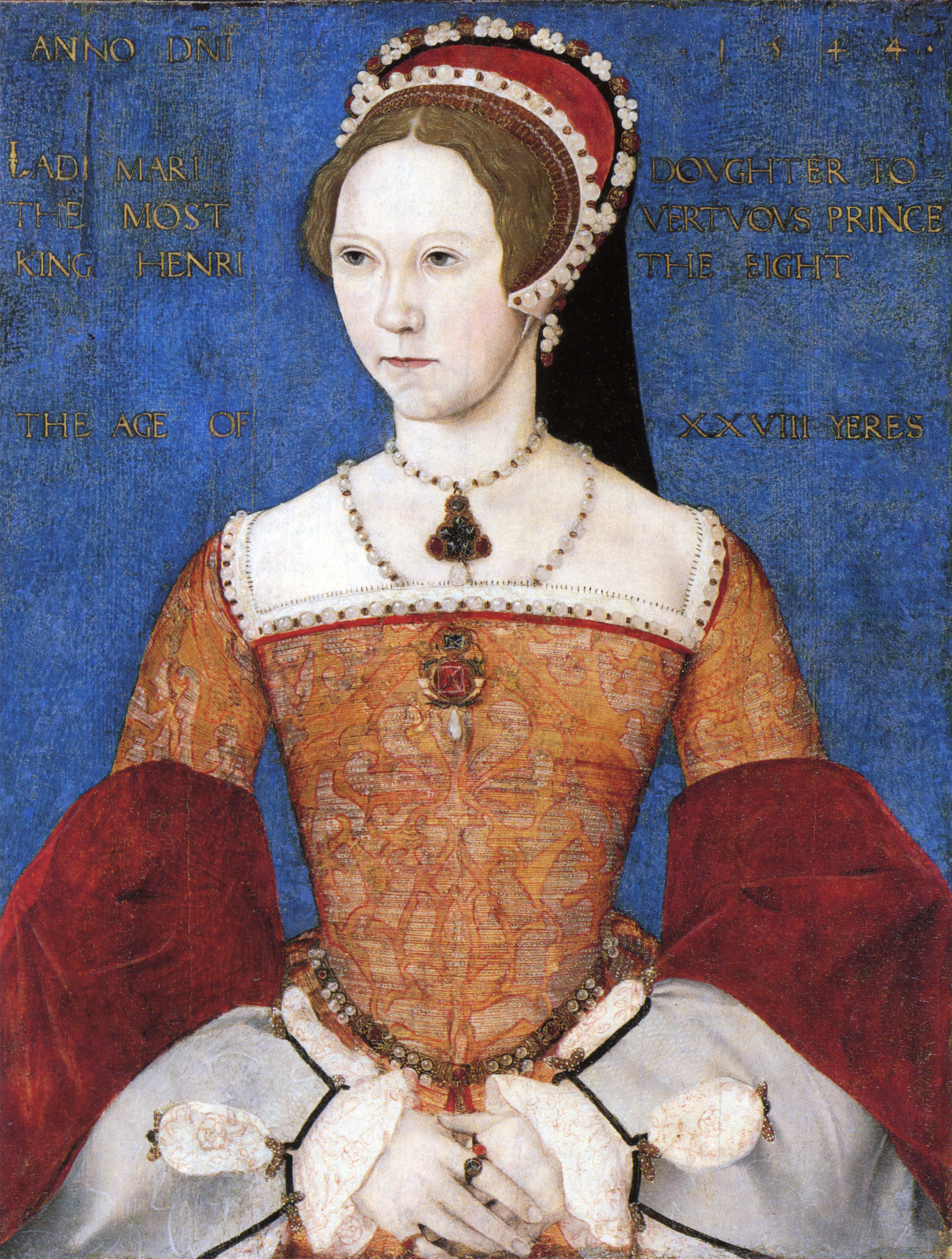
Maria I vers l'any 1544

El matrimoni dels seus pares va entrar en crisi en veure que la reina Caterina d'Aragó no fou capaç de donar un fill mascle a Enric VIII. Davant aquesta situació, el rei intentà separar-se de la seva esposa, però el papa Climent VII es negà a acceptar-ho. El 1533, Enric es va casar en secret amb Anna Bolena i l'arquebisbe de Canterbury Thomas Cranmer va anul·lar el matrimoni amb Caterina i va donar per vàlid el realitzat amb Anna. Aquest fet va provocar la ruptura d'Enric VIII amb l'Església catòlica i el naixement de l'Església Anglicana. Caterina d'Aragó va ser degradada a princesa vídua de Gal·les i Maria va ser considerada il·legítima rebent el títol de "Lady Mary" en lloc de Princesa, i el seu lloc en la línia de successió va ser transferit a la filla acabada de néixer d'Enric i Anna, Elisabet. La casa de Maria va ser dissolta, els seus servents acomiadats i, el desembre de 1533, va ser enviada a casa de la seva germana petita a Hatfield, Hertfordshire.
El 1536, la reina Anna va perdre el favor del rei i va ser decapitada i dues setmanes després Enric es va casar amb Jane Seymour, que va instar el seu marit a fer les paus amb Maria. Enric va insistir que Maria el reconegués com a cap de l'Església d'Anglaterra, repudiés l'autoritat papal, reconegués que el matrimoni entre els seus pares era il·legal i acceptés la seva pròpia il·legitimitat. Ella va intentar reconciliar-se amb Enric sotmetent-se a la seva autoritat en la mesura que "Déu i la meva consciència" li permetien, però finalment va ser assetjada perquè signés un document que acceptava totes les demandes d'Enric.
Els rebels del nord d'Anglaterra, inclòs Lord Hussey, l'antic camarlenc de Maria, van combatre les reformes religioses d'Enric, i una de les seves demandes era que Maria fos legitimada de nou. La rebel·lió, coneguda com el Pelegrinatge de Gràcia, va ser reprimida sense pietat.
Tot i la seva il·legitimitat, en néixer el seu germà, el futur Eduard VI, fou nomenada la segona en la línia successòria al tron. Durant el regnat d'aquest, fou perseguida pels protestants, però aconseguí escapar gràcies a l'ajuda del seu cosí l'emperador Carles V, el qual exercí una notable influència a la mort d'Eduard VI perquè Maria aconseguís el tron anglès.
Enric VIII va morir el 1547, i el va succeir Eduard, encara era un nen, i el govern va passar a un consell de regència dominat pels protestants, que van intentar establir la seva fe a tot el país. Maria es va mantenir fidel al catolicisme romà i va celebrar la missa tradicional a la seva pròpia capella i va demanar al seu cosí l'emperador Carles V que apliqués pressió diplomàtica exigint que se li permetés practicar la seva religió. Durant la major part del regnat d'Eduard, Maria va romandre a les seves pròpies finques i poques vegades assistia a la cort. Un pla entre maig i juliol de 1550 per treure-la clandestinament d'Anglaterra cap a la seguretat del continent europeu va resultar en res. Les diferències religioses entre Maria i Eduard van continuar. Maria va rebutjar repetidament les demandes d'Eduard d'abandonar el catolicisme, i Eduard es va negar persistentment a abandonar les seves demandes. Eduard no volia que la corona anés a Maria perquè temia que restaurés el catolicisme i desfés les reformes d'ell i del seu pare, i va planejar excloure-la de la línia de successió però els seus consellers li van dir que no podia desheretar només una de les seves germanastres, i aconsellat per John Dudley, primer duc de Northumberland va excloure Maria i Elisabet, que era protestant, de la línia de successió en el seu testament.

## Reina catòlica d'Anglaterra

Escut d'armes de Maria I

El 10 de juliol de 1553, a la mort d'Eduard VI d'Anglaterra, Jane Grey va ser proclamada reina per Northumberland i els seus partidaris, i el mateix dia la carta de Maria al consell donant ordres per a la seva proclamació va arribar a Londres. El 12 de juliol, Maria i els seus partidaris havien reunit una força militar al castell de Framlingham, Suffolk i com el suport de Northumberland es va esfondrar, Jane va ser deposada el 19 de juliol i empresonada com Northumberland a la Torre de Londres. Maria va entrar triomfant a Londres el 3 d'agost de 1553 acompanyada per la seva germanastra Elisabet i una processó de més de 800 nobles i cavallers, amb una onada de suport popular. Maria fou coronada a l'abadia de Westminster el 28 de juny de 1554.
El primer acte com a reina fou revalidar el matrimoni dels seus pares i legitimar la memòria de la seva mare. Va derogar les reformes religioses introduïdes per Enric VIII, i continuades per Eduard VI, i va sotmetre el Regne d'Anglaterra a la disciplina papal el 30 de novembre de 1554 amb el suport del cardenal Reginald Pole. L'acord amb el papa Juli III va trigar molts mesos i va haver de concedir que les terres monacals confiscades no serien retornades a l'església sinó que quedarien en mans dels seus influents nous propietaris. Uns 800 rics protestants van exiliar-se, i els que es van quedar i van persistir a proclamar públicament les seves creences es van convertir en objectiu de les lleis d'heretgia, i 283 persones van ser executades, la majoria per mort a la foguera.
Amb 37 anys, Maria va centrar la seva atenció en trobar un marit i produir un hereu per impedir que la protestant Elisabet la succeís al tron, i Edward Courtenay i Reginald Pole van ser esmentats com a possibles pretendents, però el seu cosí l'emperador Carles va suggerir que es casés amb el seu únic fill legítim, el príncep d'Astúries Felip de Castella. La unió, però, fou molt desigual; Maria tenia dotze anys més que Felip, no agradà mai físicament al rei castellà i tenia la salut molt precària. Les clàusules matrimonials eren molt rígides per garantir la total independència del Regne d'Anglaterra. Felip havia de respectar les lleis, drets i privilegis del poble anglès. Espanya no podia demanar a Anglaterra ajut bèl·lic o econòmic,. i es demanava expressament que s'intentés mantenir la pau amb França. Si el matrimoni tenia un fill, es convertiria en hereu d'Anglaterra, però també, pel testament de l'emperador Carles, dels Països Baixos i Borgonya. Si Felip moria, Maria rebria una pensió de 60 000 lliures a l'any, però si Maria fos la primera a morir, Felip hauria d'abandonar Anglaterra renunciant a tots els seus drets sobre el tron, i si Maria morís sent l'hereu menor d'edat, l'educació aniria a càrrec dels anglesos. El 25 de juliol de 1554 el matrimoni tingué lloc a la catedral de Winchester El setembre de 1554, Maria va deixar de menstruar, va guanyar pes i sentia nàusees als matins i la seva cort i els seus metges creien que estava embarassada. El Parlament va aprovar una llei que feia Felip regent en cas de la mort de Maria en el part.
El matrimoni va ser impopular entre els anglesos; Gardiner i els seus aliats s'hi van oposar per patriotisme, mentre que els protestants estaven motivats per la por al catolicisme. Quan Maria va insistir a casar-se amb Felip, van esclatar les insurreccions. Thomas Wyatt el Jove va dirigir una força de Kent per deposar Maria a favor d'Elisabet, com a part d'una conspiració més àmplia ara coneguda com la Revolta de Thomas Wyatt, que també implicava el duc de Suffolk, el pare de Lady Jane. Maria va declarar públicament que convocaria el Parlament per discutir el matrimoni i si el Parlament decidia que el matrimoni no era en benefici del regne, s'abstindria de perseguir-lo. En arribar a Londres, Wyatt va ser derrotat i capturat. Wyatt, el duc de Suffolk, Lady Jane i el seu marit Guildford Dudley van ser executats. Courtenay, que estava implicat en la trama, va ser empresonat i després exiliat. Elizabeth, tot i que va protestar per la seva innocència en l'afer Wyatt, va ser empresonada a la Torre de Londres durant dos mesos, després va ser arrestada a domicili al Palau de Woodstock. Felip va actuar d'acord amb el contracte matrimonial, exercint una notòria influència en el govern del regne, ordenant l'alliberament de nobles i cavallers presos a la Torre de Londres per haver participat en rebel·lions anteriors contra la reina Maria, i actuant de forma vital per a la reintegració de Anglaterra a l'Església catòlica, trobant-se amb forta resistència per part dels cortesans i els parlamentaris anglesos, i fins i tot hi va haver un intent d'assassinat avortat el març de 1555 a la Ciutat de Westminster. L'última setmana d'abril de 1555, Elisabet va ser alliberada de l'arrest domiciliari. Maria va continuar mostrant signes d'embaràs fins al juliol de 1555, quan el seu abdomen va retrocedir i a l'agost, poc després de la desgràcia del fals embaràs, que Maria considerava "el càstig de Déu" per haver "tolerat heretges" al seu regne. Durant una part important del seu regnat Felip va estar absent d'Anglaterra, especialment a partir de 1556, quan el seu pare va abdicar a favor seu les Corones d'Espanya, Sicília i Sardenya i va comandar els seus exèrcits contra França a Flandes. El 17 de novembre de 1558, trobant-se als Països Baixos, la reina Maria I Tudor va morir sense haver tingut descendència. La seva germana va ascendir al tron com Elisabet I d'Anglaterra.
Avançada la Reconquesta Tudor d'Irlanda, es van establir colons anglesos a les Midlands d'Irlanda sota el regnat de Maria i Felip amb el propòsit que els colonitzadors es mantinguessin lleials a la corona i portessin l'anglès i la cultura britànica a l'illa. Es van fundar el comtat de la Reina i el comtat del rei i va començar la seva plantació. Les seves ciutats principals es van anomenar respectivament Maryborough i Philipstown.
En els seus anys de regnat, Maria Tudor passà comptes amb els partidaris de l'anglicanisme sotmetent Anglaterra a una purga amb ajusticiaments massius, duent a la foguera més de 300 protestants, entre els quals hi hagué Thomas Cranmer, l'arquebisbe que permeté l'anul·lació del casament d'Enric VIII amb Caterina d'Aragó. Aquests ajusticiaments provocaren que, entre els protestants, Maria fos anomenada Maria la sanguinària (en anglès: Bloody Mary)
El gener de 1556 l'emperador va abdicar. Maria i Felip vivien separats; va ser declarat rei d'Espanya a Brussel·les i ella es va quedar a Anglaterra. Felip va negociar una treva inestable amb els francesos el febrer de 1556. El mes següent, l'ambaixador francès a Anglaterra, Antoine de Noailles, es va veure implicat en la conspiració de Dudley contra Maria quan Sir Henry Dudley va intentar reunir una força d'invasió a França. Felip va tornar a Anglaterra de març a juliol de 1557 per persuadir Maria de donar suport a Espanya en la guerra contra França. Maria estava a favor de la declaració de la guerra, que es va declarar el juny de 1557 després que el nebot de Reginald Pole, Thomas Stafford, va envair Anglaterra i es va apoderar del castell de Scarborough amb ajuda francesa, en un intent fallit de deposar Maria. Com a conseqüència de la guerra, les relacions entre Anglaterra i el papat es van tensar, ja que Pau IV es va aliar amb Enric II de França. A l'agost, les forces angleses van vèncer en la Batalla de Sant Quintí però el gener de 1558 els francesos van prendre Calais, l'única possessió anglesa que quedava al continent.

## Mort
Va morir el 17 de novembre de 1558, a l'edat de 42 anys, al palau de Saint James de Londres, després d'exigir a la futura hereva, la seva germana Elisabet I d'Anglaterra, que mantingués la fe catòlica, cosa que aquesta no va fer. Està enterrada a l'abadia de Westminster.